# Ramon Rufat
Ramón Rufat Llop, né à Maella le 28 décembre 1916 et mort à Vilanova y la Geltrú le 3 novembre 1993, est un militant anarcho-syndicaliste, agent des services secrets républicains pendant la guerre d'Espagne et combattant anti-franquiste.

## Biographie

### Engagement anarcho-syndicaliste
Fils d’un maçon aragonais, sa mère décède de la grippe de 1918 alors qu’il a 20 mois. En 1926, il est envoyé suivre l’enseignement gratuit à Calanda, dans la province de Teruel. Peu de temps avant les élections de février 1936, Ramon Rufat rejoint les Jeunesses libertaires. 
Lors du soulèvement fasciste, il va à Barcelone en juillet 1936 pour rejoindre la colonne Durruti des miliciens de la Confédération nationale du travail (CNT) qui partent libérer Saragosse (Aragon). En octobre 1936, il est l'un des fondateurs de "Los Hijos de la Noche" sur les fronts d'Aragon et de Catalogne, un groupe spécial qui devient en 1937 le Service Spécial d'Information Périphérique (SIEP). Rufat est l'un des 17 membres de ce groupe le plus sélectif des services d'intelligence de la Seconde République espagnole. 
Entre octobre 1936 et décembre 1938, il effectue plus de 50 missions d'incursion derrière les lignes fascistes d'Aragon et de Catalogne. Il recueille des renseignements en se faisant passer pour un officier fasciste, mais en refusant toujours de tuer ou de blesser quiconque. Peu à peu, il constitue et anime un vaste réseau d’agents clandestins, de passeurs et d’exfiltration de militants et de familles coincés en zone fasciste. Ses renseignements ont contribué aux tentatives d’assassinat de Francisco Franco à Salamanque en janvier 1937 puis pendant les obsèques d’Emilio Mola en juin 1937. Sur le front du Levant, les informations qu’il fournit à l’armée républicaine sont essentielles pour les offensives de Saragosse (octobre 1936 et août 1937), la Bataille de Belchite (septembre 1937), la Bataille de Teruel (décembre 1937), l’Offensive d'Aragon (mars 1938), puis la Bataille de l'Èbre (juillet 1938).
Sachant la guerre perdue dès l'automne 1938, Rufat refuse pourtant d’abandonner le combat. Il est dénoncé puis capturé par les fascistes alors qu’il traverse le Guadalaviar (Turia) dans la sierra de Albarracín au début de l’offensive de Catalogne le 18 décembre 1938.

### Clandestinité et résistance intérieure

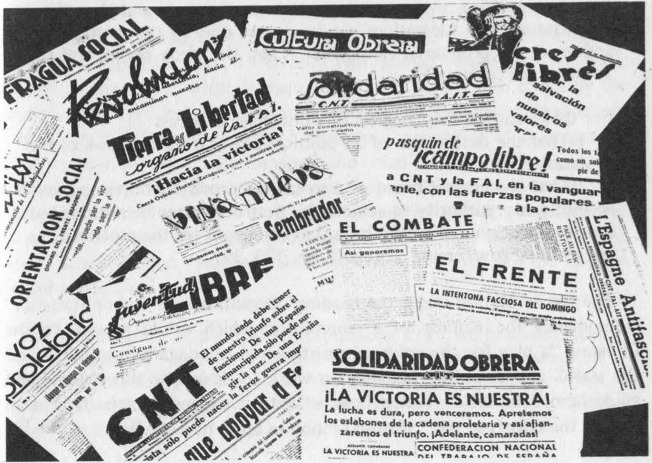
La presse a joué un rôle important dans la diffusion des idées libertaires en Espagne, y compris clandestinement pendant la dictature.

Le 4 mars 1939, il est condamné à deux peines de mort, l'une pour "espionnage" et l'autre pour "perversité" en raison de son activité politique. En septembre 1940, la Croix-Rouge de Belgique fournit à l’Espagne un bateau de vivres en échange d’une liste de 100 personnes à gracier. Rufat figure dans le haut de la liste, sa peine est commuée à la prison à vie. Après plusieurs camps de concentration, interrogatoires, tortures et simulacres d'exécution, il parvient à falsifier son dossier pénitentiaire et à sortir sous liberté conditionnelle le 10 août 1944. Il se rend le jour même au Comité national de la CNT, avec lequel il est resté en contact pendant son incarcération. Il est immédiatement désigné vice-secrétaire du Mouvement libertaire, une structure de coordination qui réunit la Confédération nationale du travail (CNT), la Fédération anarchiste ibérique (FAI) et la Fédération ibérique des jeunesses libertaires (FIJL).
Également chargé de la propagande, il relance les publications clandestines de la résistance intérieure du Mouvement libertaire et de la CNT, en particulier Solidaridad Obrera, Fragua Social, Tierra y Libertad qui avaient été interdits. En juillet 1945, la CNT-ML (intérieur) tient clandestinement son congrès national à Carabaña (environs de Madrid) avec de nombreux délégués régionaux et réaffirme la ligne d'union antifasciste. Cela se traduit par sa participation à l’Alliance Nationale des Forces Démocratiques (ANFD) et la désignation de Horacio Prieto et de José Expósito Leiva comme représentants de la CNT au gouvernement républicain en exil de José Giral. C’est « l’âge d’or » de la résistance anarchiste au franquisme, avec une large diffusion de la presse clandestine en régions, les premières grandes grèves en 1945 à Barcelone puis en Biscaye, les premières manifestations, puis la reprise de la guérilla urbaine, notamment avec des attaques de banques.
Après l'arrestation de Siegfried Catalán, il devient secrétaire général de la CNT. Il poursuit la lutte révolutionnaire dans la clandestinité jusqu'à son arrestation en même temps que la majeure partie du neuvième Comité national le 6 octobre 1945 à Madrid par la Brigade politico-sociale franquiste. 

### "Toute l'Espagne est une prison"[15]
Rufat est condamné par le conseil de guerre du 21 mars 1947 à 20 ans de prison. Interrogé et torturé à Madrid, il est ensuite incarcéré dans les prisons d'Alcalá de Henares, Ocaña, puis 11 ans à El Dueso. Jusqu'à sept comités nationaux de la CNT se retrouveront simultanément à la prison d’Ocaña. La résistance anarchiste continue de s’organiser de l’intérieur des prisons franquistes. Obtenant la liberté provisoire en 1958, 20 ans après son arrestation en 1938, il s'échappe pour recommencer une nouvelle vie en France.

### L'exil et la protection des réfugiés
En France, il travaille pour l'Office français de protection des réfugiés et apatrides (OFPRA) du Ministère des Affaires étrangères. Il participe à la création des revues Polémica et Anthropos et publie dans de nombreuses autres revues en français et en espagnol. De retour à Barcelone en 1976, après la mort de Franco, il découvre que, selon les archives, il aurait été fusillé à deux reprises en 1938 et en 1940. Il a alors bien du mal à faire reconnaître aux nouvelles institutions démocratiques que, malgré ses activités clandestines, il est toujours en vie. Ce qui le conduit à consacrer la fin de sa vie à écrire « l’histoire des vaincus », notamment en collaborant à la Bibliothèque de documentation internationale contemporaine (BDIC) de l’Université de Nanterre. Beaucoup de ses manuscrits, textes et mémoires restent non publiés bien qu'il ait remporté le premier prix Juan García Durán en 1986.

## Ouvrages
- La filosofía del yo y del nosotros (1958)
- En las prisiones de España (1966) 1ère édition, Mexico
- Entre los hijos de la noche (1986) Prix Juan García Durán
- Espions de la République (1990)
- La oposición libertaria al régimen de Franco (1993)
- En las prisiones de España (2003) Edition revue et augmentée, Saragosse